# Мемориал Неизвестного солдата (Каир)
Каирский Мемориал Неизвестного солдата (араб. قبر الجندي المجهول‎,  англ. Cairo Unknown Soldier Memorial) — памятник-мемориал в Каире в честь египетских солдат, погибших во время Октябрьской войны 1973 года, а также место захоронения президента Египта Анвара Садата, погибшего в 1981 году.
Мемориал расположен в современном каирском районе (пригороде) Насер-Сити. Представляет собой сооружение в форме египетских пирамид; был построен специально для увековечения памяти жертв Октябрьской войны (1973). Высота мемориала — 31,6 метра, ширина основания — 14,3 метра. На четырёх опорах (толщиной 1,9 метров каждая), возвышающихся вверх, создавая пирамиду, высечено 71 имя. Посередине мемориала, на земле, прямо под вершиной пирамиды установлен цельный базальтовый куб, изображающий солдатскую могилу. Автор мемориала — доктор Сами Рафе. Идея создать мемориал, который увековечил бы память египетских солдат-жертв Октябрьской войны 1973 года, возникла в первую годовщину войны в октябре 1974 года.
Приказ возвести такой мемориал отдал лично президент страны Анвар Садат. Был проведён конкурс на определение лучшего проекта мемориала, который выиграл доктор Сами Рафе. Автор воплотил проект в рекордно быстрый срок — менее чем за полгода, начав работу 25 мая и завершив 15 сентября. 6 октября 1975 года при участии президента Египта Садата и вице-президента Мубарака Мемориал Неизвестного солдату в Каире был торжественно открыт с возложением цветы к кенотафу. В 1981 году после убийства Анвара Садата было решено захоронить его в Мемориале.